# 꼬마의 창
꼬마의 창(The Boy's Spear)은 한국에서 제작된 이건동 감독의 1997년 드라마 영화이다. 김영중 등이 주연으로 출연하였고 이건동 등이 제작에 참여하였다.

## 출연

### 주연
- 김영중
- 김영희
- 권영국

## 제작진
- 동시녹음: 한철의
- 동시녹음: 임동석